# توماس كلارك (لاعب كرة قدم بريطاني)
توماس كلارك (بالإنجليزية: Thomas Clarke)‏ (2 يناير 1989 بدونكاستر في المملكة المتحدة - ) هو لاعب كرة قدم بريطاني في مركز الهجوم. لعب مع يوفل تاون وNorth Ferriby United A.F.C. ‏ وEastleigh F.C. ‏ وبوغنور ريجيس تاون وDorchester Town F.C. ‏ وبريدجواتر يونايتد وWimborne Town F.C. ‏ وPickering Town F.C. ‏ ونادي تاونتون تاون ‏.

## وصلات خارجية
- توماس كلارك (لاعب كرة قدم بريطاني) على موقع قاعدة بيانات كرة القدم.إي يو (الإنجليزية)
- توماس كلارك (لاعب كرة قدم بريطاني) على موقع Soccerbase.com (لاعب) (الإنجليزية)